# Apollo 9
Apollo 9 var den tredje bemandede Apollo-mission, der udelukkende foregik i lavt jordkredsløb. Det var den fjerde opsendelse af Saturn V-raketten og den første bemandede flyvning af Apollo-månemodulet.

## Besætning
- James Alton McDivitt (Kaptajn)
- David Randolph Scott (CM-pilot)
- Russell Louis "Rusty" Schweickart (LM-pilot)

## Kaldenavne
Kommandomodul: Gumdrop (vingummi)

Månelandingsfartøj: Spider (edderkop)

## Rumvandringer

### 1 – Schweickart
- Start: 6 marts, 1969 – 16:45:00 UTC
- Slut: 6 marts, 1969 – 17:52:00 UTC
- Varighed: 01:07:00

### 2 – Scott
- Start: 6 marts, 1969 – 17:01:00 UTC
- Slut: 6 marts, 1969 – 18:02:00 UTC
- Varighed: 01:01:00